# Pierre Basile

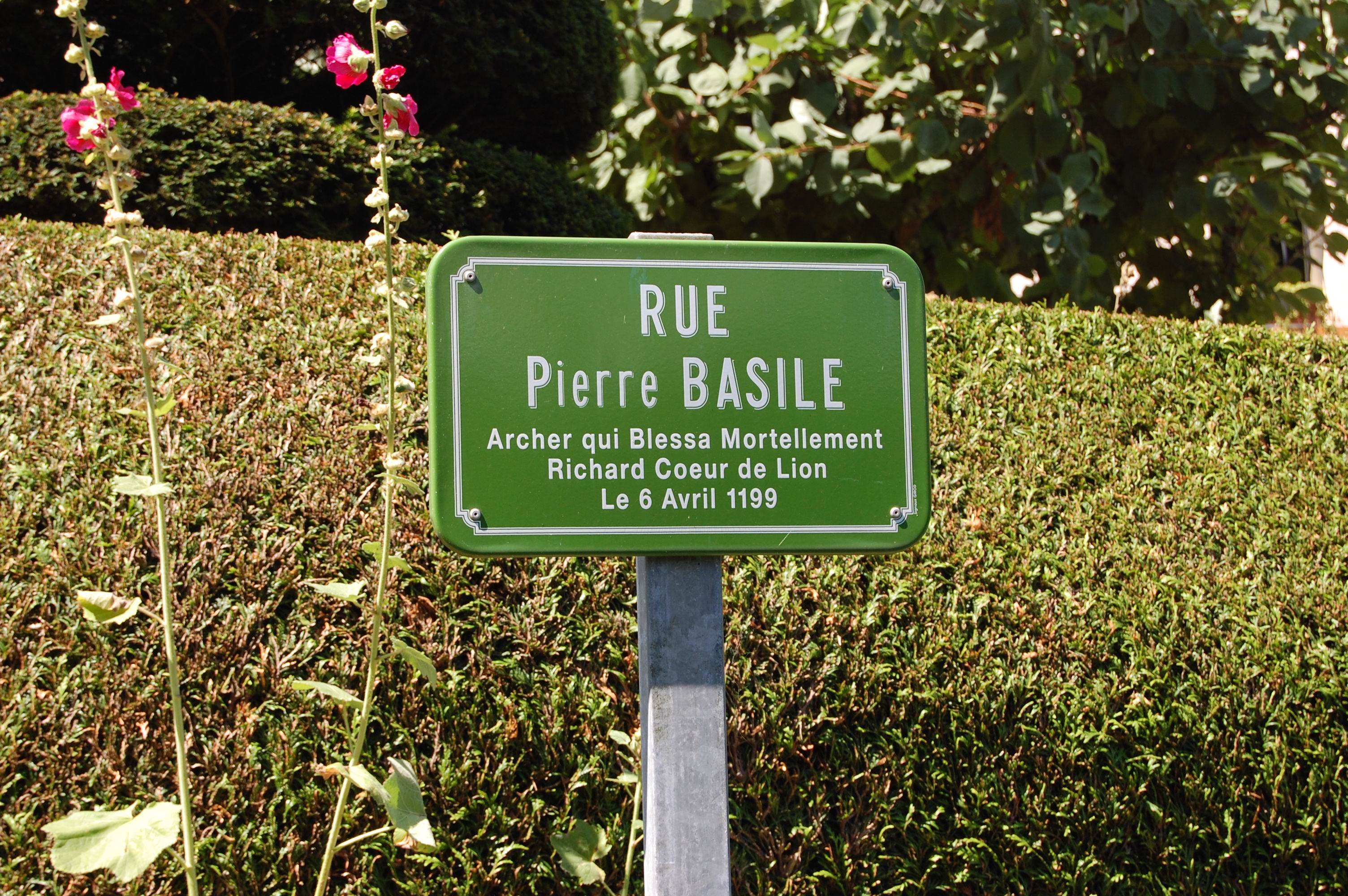
Die Rue Pierre Basile führt von der Gemeinde Châlus hinauf zur Burg Châlus-Chabrol

Pierre Basile (Lebensdaten unbekannt, einigen Überlieferungen nach † 6. April 1199, auf jeden Fall vor 1239) wird in der Geschichtsliteratur als der Name jenes Armbrustschützen angenommen, der am 25. März 1199 von der Burg Châlus-Chabrol herab den Schuss abgefeuert hat, der ihren Belagerer Richard Löwenherz verletzte, so dass der Getroffene an dem daraufhin entstandenen Wundbrand am 6. April 1199 verstarb. Diese Umstände zum Tod des Richard Löwenherz und der Name des Schützen wurden von dem Chronisten Roger von Hoveden in dessen Chronica überliefert.
Dabei ist zu berücksichtigen, dass Roger von Hoveden seine Berichte über seinen Heldenkönig Richard Löwenherz regelmäßig romantisch ausschmückte, dabei zu Übertreibungen und auch Widersprüchen neigte. So nannte er im selben Werk einen Alternativnamen zum Schützen, Bertrannus de Gurdon, welcher bei der Einnahme der Burg durch Richards Männer gefangen genommen und vor den verwundeten König gebracht wurde. Als Motiv für seinen gezielten Schuss habe er Vergeltung für seinen Vater und seine zwei Brüder angegeben, die einst im Kampf gegen Richard Löwenherz getötet worden seien. König Richard habe darauf in einem letzten Akt christlicher Vergebung dem Schützen verziehen und seine Freilassung angeordnet. Als der König gestorben war, habe dessen Söldnerhauptmann Mercadier diesen letzten Willen bewusst missachtet und den Schützen Bertran bei lebendigem Leib enthäuten und aufhängen lassen. Historische Belege werfen an dieser Fassung allerdings Zweifel auf; Personen dieses Namens, die mit dem Todesschützen zumindest plausibel identifiziert werden könnten, sind auch nach seinem vermeintlichen Todesdatum belegbar. Eine weitere Urkunde aus der Region Châlus, datiert auf das Jahr 1239, in der auf den offenbar kürzlich zurückliegenden Tod eines Ritters Pierre Basile und dessen Hinterlassenschaft Bezug genommen wird, lässt auch die Hinrichtung dieser Person durch Mercadier zweifelhaft erscheinen.
Der Name „Gurdon“ wird von Wilhelm dem Bretonen in dessen Verschronik Philippidos als „Gurdo“ bestätigt. Der Name „Pierre Basile“ wird allerdings von Bernard Itier in einer von ihm getätigten Anmerkung (hier „Petrus Basilii“) an einen Eintrag in der Chronik des Geoffroy du Breuil für das Jahr 1184 und von Radulfus de Diceto in seinen Ymagines historiarum (hier „Petro Basilii“) bestätigt. Alle drei nennen allerdings keine Details zum Schicksal des Schützens, der laut Bernard Itier lediglich mit einem weiteren Mann namens „Petrus Bru“ die Burg verteidigt habe. Auch Roger von Wendover (Flores Historiarum) und dessen Fortsetzer Matthäus Paris (Chronica Majora) nennen den Schützen „Petro Basillii“, der vom König begnadigt wurde.
Einen gänzlich anderen Namen liefert der englische Chronist Gervasius von Canterbury, der den Schützen Johannes Sabraz nannte. Der habe nach einem Stoßgebet zu Gott seinen Pfeil abgeschossen, als Richard Löwenherz gerade den Befehl zum finalen Angriff auf die Burg geben wollte. Der König habe das heranfliegende Geschoss noch hören können, sei aber zu spät in Deckung gesprungen und wurde so doch noch getroffen. Nach der Gefangennahme des Schützen habe der König ihm verziehen und seinen Männern befohlen, ihm nichts anzutun. Diese Angaben sind allerdings mit Vorsicht zu betrachten, da Gervase die betreffende Burg als die von Nontron identifizierte, die dem Grafen von Angoulême gehörte. Tatsächlich hatte Richard Löwenherz die Burg Châlus belagert, die zu den Besitzungen des Vizegrafen Adémar V. von Limoges gehörte.